# Trn (Velika Kladuša)
Pour les articles homonymes, voir Trn.
Trn (en cyrillique : Трн) est un village de Bosnie-Herzégovine. Il est situé dans la municipalité de Velika Kladuša, dans le canton d'Una-Sana et dans la fédération de Bosnie-et-Herzégovine. Selon les premiers résultats du recensement bosnien de 2013, il compte 398 habitants.
Avant 1971, le village était rattaché à la localité de Šiljkovača ; depuis 1971, il est recensé comme une entité administrative à part entière.

## Démographie

### Évolution historique de la population dans la localité
| 1948 | 1953 | 1961 | 1971 | 1981 | 1991 | 2013 |
| ---- | ---- | ---- | ---- | ---- | ---- | ---- |
| -    | -    | -    | 261  | 385  | 442  | 398  |

|  |